# Syndiclis paradoxa
Syndiclis paradoxa är en lagerväxtart som beskrevs av Joseph Dalton Hooker. Syndiclis paradoxa ingår i släktet Syndiclis och familjen lagerväxter. Inga underarter finns listade i Catalogue of Life.